# Тосток
Тосток — посёлок в Солтонском районе Алтайского края. Входит в состав Сузопского сельсовета.

## История
Основан в 1726 г. В 1928 году село Тосток состояла из 171 хозяйства, основное население — русские. В административном отношении являлось центром Тостокского сельсовета Солтонского района Бийского округа Сибирского края.

## Население
| 1926 | 1997 | 1998 | 1999 | 2000 | 2001 |
| ---- | ---- | ---- | ---- | ---- | ---- |
| 848  | ↘253 | ↗280 | ↘270 | ↘266 | ↗274 |
| 2002 | 2003 | 2004 | 2005 | 2006 | 2007 |
| ↘252 | ↘245 | ↗250 | ↘245 | ↘229 | ↘211 |
| 2008 | 2009 | 2010 | 2011 | 2012 | 2013 |
| ↗214 | ↘205 | ↘164 | ↘163 | ↘149 | ↗151 |

Национальный состав
Согласно результатам переписи 2002 года, в национальной структуре населения русские составляли 85 %.